# Башкадикларська битва
Башкадикларська битва — битва Кримської війни, яка відбулась 1 грудня 1853 року поблизу міста Башкадиклар у Османській імперії.

## Передумови та хід битви
Після поразки в Ахалцихській битві османська армія (36 000 чоловік та 46 гармат), яка відступала у напрямку Карса, намагалась біля Башкадиклара зупинити російську армію (10 000 чоловік та 32 гармати) під командуванням В. О. Бебутова.
Османи мали чисельну перевагу та вважали свої позиції неприступними. Бебутов завдав основного удару по центру османських позицій, де розташовувалась батарея з 20 гармат.
Коли під сильним османським вогнем наступ російських військ зупинився, Бебутов увів у бій резерв — дві роти 13-го Еріванського гренадерського полку. Після запеклої сутички російські війська захопили османську батарею.
У той же час російська кавалерія прорвала правий фланг османських військ, внаслідок чого османи розпочали панічну втечу.

## Наслідки
Російська армія втратила до 1 500 чоловік убитими та пораненими. Втрати османської армії становили 6 000 чоловік убитими та пораненими. Крім того, російська армія захопила 24 гармати та обоз.
Перемоги російської армії в Ахалцихській та Башкадикларській битві дозволили їй захопити стратегічну ініціативу на Кавказькому ТВД та зірвати плани османів із захоплення Кавказу.